# Romain Gall
Romain Thierry Marie Gall (* 31. Januar 1995 in Paris, Frankreich) ist ein US-amerikanisch-französischer Fußballspieler.

## Karriere

### Jugend
Gall spielte in seiner Jugend zunächst für verschiedene Mannschaften des Großraums von Washington, D.C., wie Herndon und D.C. United. 2010 wechselte er in die Academy von Real Salt Lake City und ging 2012 nach Frankreich zum FC Lorient. Ein Angebot der University of Maryland, dort College-Fußball zu spielen, schlug er aus.

### Profifußball
Zur Saison 2014 wechselte Gall zurück in die USA und schloss sich dem Erstligisten Columbus Crew in Columbus (Ohio) an. Zuvor war auch Espanyol Barcelona an ihm interessiert. Zu seinem Profi-Debüt kam er am 24. August 2014 beim 3:0-Heimsieg über Houston Dynamo. Ein Jahr später ging er per Leihe zu den damals zweitklassigen Austin Aztex in der United Soccer League. Als sein Vertrag in Austin (Texas) und Columbus endete, wechselte Gall erneut nach Europa, diesmal nach Schweden. 
Für ein Dreivierteljahr lief er 2016 beim damals drittklassig spielenden Nyköpings BIS in der Division 1 auf. Anschließend wechselte er in die erstklassige Allsvenskan zu GIF Sundsvall. Im Laufe der Saison 2018 schloss er sich dem Vorjahresmeister Malmö FF an und wurde insgesamt drittbester Torschütze des Spieljahres. Ab 2020 wurde er mehrfach verliehen, so 2020 zu Stabæk in der norwegischen Eliteserien und 2020 sowie 2021 zu Örebro innerhalb der Allsvenskan. Ab dem zweiten Halbjahr 2021 gehörte Gall wieder dem Kader in Malmö an und gewann mit Di blåe 2022 den Schwedischen Pokal. Für Malmö lief er außerdem in zwei Spielen der Champions-League-Qualifikation 2018/19 sowie in drei Europa-League-Spielen 2018/19 und 2019/20 auf.
Im Januar 2023 verließ er Schweden und schloss sich für die Rückrunde 2022/23 dem serbischen FK Mladost GAT in Novi Sad an, der in der erstklassigen Super Liga spielte, jedoch in dieser Spielzeit abstieg. In der Saison 2023/24 spielte er für den deutschen Regionalligisten FC Rot-Weiß Erfurt und kam in 19 Ligaspielen zum Einsatz.

### Nationalmannschaft
Ab 2012 lief Gall für US-amerikanische Nationalmannschaften auf, gab sein Debüt am 11. September 2012 für die U-18 der USA beim Freundschaftsspiel gegen die Niederlande, das mit 4:2 gewonnen wurde und bei dem er ein Tor erzielte. Ab 2014 spielte er für die U-20 und nahm mit dieser 2015 an den CONCACAF U-20 Meisterschaften auf Jamaika teil, bei denen er mit fünf Treffern Torschützenkönig wurde.
Sein einziges Länderspiel für die Herren-Nationalmannschaft der USA bestritt er am 20. November 2018 gegen Italien, als die US-Amerikaner im belgischen Genk mit 0:2 verloren.

## Erfolge
Malmö FF
- Schwedischer Pokalsieger: 2022

### Individualerfolge
- Torschützenkönig der CONCACAF U-20-Meisterschaft: 2015

## Privat
Galls Vater ist Franzose, seine Mutter Senegalesin. Er hat zwei Brüder und eine Schwester. Als Romain sieben Jahre alt war, zog die Familie in die Vereinigten Staaten nach Herndon in Virginia. 
Mit dem Alter von fünfzehn Jahren erhielt Romain die US-amerikanische Staatsbürgerschaft.